# Omar Ricciardi
Omar Ricciardi (La Rioja, 13 agosto 1937) è uno scultore argentino di origini italiane.
La sua opera è una continuazione degli insegnamenti dei maestri dell'accademia come lo scrittore Victor Delhez e lo scultore Lorenzo Domínguez.

## Biografia
Nasce da genitori italiani, il 13 agosto 1937 a La Rioja, Argentina. Durante la sua infanzia viaggia tra Argentina e Italia.  Esprime presto il suo interesse per il disegno e la scultura, così nel 1955 entra all'Accademia di Belle Arti di Buenos Aires, dove si diploma come insegnante di scultura. Partecipa a gallerie d'arte e mostre collettive, vincendo diversi premi nazionali.
Tra il 1968 e il 1969 insegna scultura presso la Scuola Nazionale di Belle Arti a Buenos Aires. Nel corso del suo duplice ruolo di creativo e artista sviluppa nuove tecniche per lo stampaggio plastico : sviluppa un particolare stucco che si inserisce nella continuità dell'insegnamento tradizionale della scagliola.
Dal 1975 al 1986, è docente di scultura presso la Facoltà d'arte dell'Università nazionale di Cuyo, Mendoza.  Nel 1978 ricopre la carica di Direttore della Cultura nella città di Mendoza. Realizza numerose mostre di scultura e ottiene diversi premi e ricompense. Tra questi, nel 1986, un soggiorno di sei mesi a Londra, concesso dal fondo nazionale arti, e nel 1989 un altro premio concesso dall'Accademia Nazionale di Belle Arti (ANBA). Nel 1998 vince il Gran Premio d'Onore al Salone Nazionale di Belle Arti di Buenos Aires.
Nel 2001, circondato da suoi ex-allievi, fonda il laboratorio di Maestri Scultori. Si dedica interamente all'arte dello stampaggio, sua vera passione. Il laboratorio entrò in servizio sia ai Musei Capitolini che al British Museum. Nel 2012 fu coinvolto nel restauro del monumento della regina Vittoria a Buckingham Palace.

## Mostra-concorso
- Biennale IV di São Paulo, Brasile (1968)
- Salone Internazionale delle arti, Museo di arte moderna, Buenos Aires (1970)
- Galleria Rubbers, Buenos Aires (1977)
- Salone palanza, Buenos Aires (1980)
- Salone di Tucumán, Tucumán, Mostra collettiva di scultura (1982)
- Scultura Argentina, Fondazione Lorenzutti, Salone di Buenos Aires (1985)
- Galleria Palatina, Buenos Aires (1994)
- Centro cultural Recoleta, Buenos Aires, retrospettiva delle sue opere (1998)

## Premi e Certificazioni
- Primo premio della Mostra di Córdoba, Argentina (1962)
- Premio nazionale della Santa Fe; Istituto di promozione di scienze, lettere ed arti (1968)
- Gran Premio del 1974 di Cinzano del Salon, Mendoza, Argentina
- Primo premio per la scultura al Salone nazionale dell'Argentina (1976)
- Gran Premio d'onore della Mostra Nazionale di belle arti, Argentina (1998)
- Premio della manifestazione comunale delle arti visive, Museo Eduardo Sivori, Buenos Aires, Argentina (2004)